# Seseli natalense
Seseli natalense är en flockblommig växtart som beskrevs av Otto Wilhelm Sonder. Seseli natalense ingår i släktet säfferötter, och familjen flockblommiga växter. Inga underarter finns listade i Catalogue of Life.